# Khamrabaevite
La khamrabaevite è un minerale scoperto nel 1984 sui monti Arashan nel distretto di Čatkal, in Russia. Il minerale è stato dedicato a Ibragim Khamrabaevich Khamrabaeva, direttore dell'istituto di Geologia e Geofisica di Tashkent, Uzbekistan: è composto in media al 46,63% da titanio, al 24,81 da vanadio, al 9,07 da ferro e per il restante 19,50% da carbonio.

## Morfologia
La khamrabaevite è stata trovata sotto forma di cristalli cubici scheletrici di dimensioni da 0,1 a 0,3mm.

## Origine e giacitura
Si trova nelle porfidi basaltici amigdaloidi e nelle parti esterne dei cristalli cubici di suessite. È stata trovata anche nella granodiorite ed in sferule composte principalmente da magnetite e ferro nativo.